# Silice
Silice (niem. Quidlitz) – leżąca nad jeziorem Silickim wieś w Polsce położona w województwie warmińsko-mazurskim, w powiecie olsztyńskim, w gminie Purda. W latach 1975–1998 miejscowość administracyjnie należała do województwa olsztyńskiego. Wieś znajduje się w historycznym regionie Warmia.

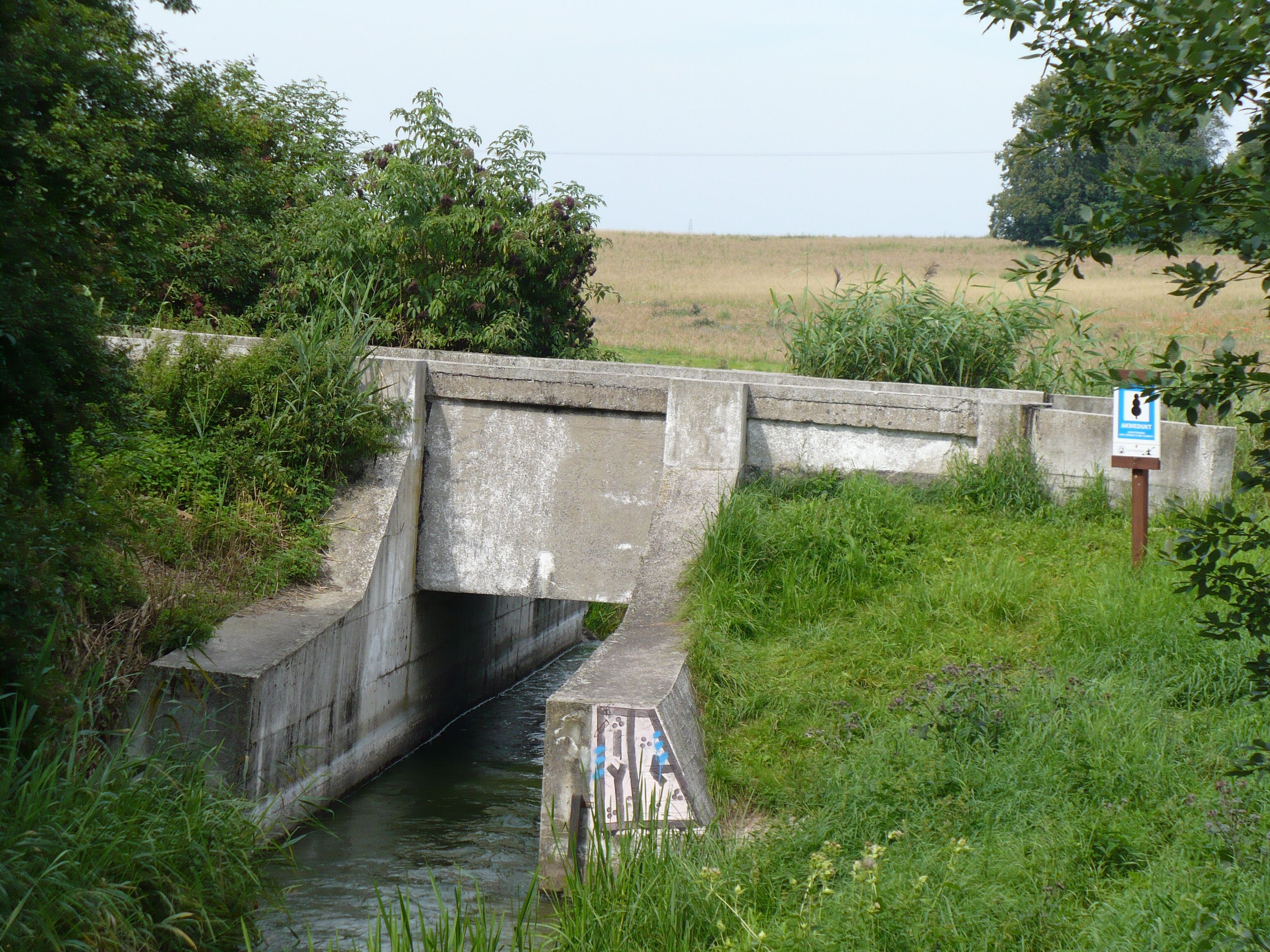
Skrzyżowanie dwóch sztucznych kanałów wodnych w Silicach

W miejscowości znajduje się piętrowe skrzyżowanie dwóch kanałów wodnych – Elżbiety i Kiermas (Klebarskiego, Wiktorii).

## Historia
Wieś lokowana przez kapitułę warmińską ok. roku 1350 pod nazwą Cuculnig. Nadanie otrzymał Prus Petrico. Według G. Kellmanna wieś lokowana w 1375 r. w wyniku nadania dla burgrabiego olsztyńskiego Nikolausa Kunrasa von Kyrpeyn.